# Schönwalde am Bungsberg
Schönwalde am Bungsberg è un comune di 2.455 abitanti dello Schleswig-Holstein, in Germania.
Appartiene al circondario dell'Holstein Orientale (targa OH) ed è parte della comunità amministrativa (Amt) di Ostholstein-Mitte.